# Bukkanagundi, Kadur
Bukkanagundi là một làng thuộc tehsil Kadur, huyện Chikmagalur, bang Karnataka, Ấn Độ.